# Novospasskoe
Novospasskoe (in russo Новоспасское?) è un villaggio operaio della Russia europea, situato nell'oblast' di Ul'janovsk. È il centro amministrativo del rajon Novospasskij.
Si trova 122 km a sud di Ul'janovsk, sul fiume Syzranka.